# Diego Martínez Penas
Diego Martínez Penas (Vigo, 16 dicembre 1980) è un allenatore di calcio ed ex calciatore spagnolo, di ruolo difensore.

## Carriera

### Calciatore
Da calciatore ha avuto un passato nelle giovanili di Celta Vigo e Cadice. Si è ritirato nel 2001 all'età di 21 anni per intraprendere la carriera da allenatore.

### Allenatore
Dal 2004 al 2010 ha allenato squadre spagnole di serie minori come Arenas CD e Motril CF.
Dal 2010 al 2017 ha fatto parte dello staff del Siviglia, in qualità di assistente ed allenatore prima del Siviglia C e poi del Siviglia Atlético.
È stato tecnico dell'Osasuna nella stagione 2017-2018, mentre l'anno successivo è diventato tecnico del Granada.
Il 31 maggio 2022 firma un contratto biennale con l'Espanyol. Il 3 aprile 2023 viene esonerato con la squadra al terzultimo posto con 27 punti messi insieme in altrettante partite.
Il 20 giugno 2023 diventa il nuovo allenatore dell'Olympiacos.

## Statistiche

### Statistiche da allenatore
Statistiche aggiornate al 9 ottobre 2024. In grassetto le competizioni vinte.
| Stagione                | Squadra                 | Campionato              | Campionato | Campionato | Campionato | Campionato | Coppe nazionali | Coppe nazionali | Coppe nazionali | Coppe nazionali | Coppe nazionali | Coppe continentali | Coppe continentali | Coppe continentali | Coppe continentali | Coppe continentali | Altre coppe | Altre coppe | Altre coppe | Altre coppe | Altre coppe | Totale | Totale | Totale | Totale | % Vittorie | Piazzamento     |
| Stagione                | Squadra                 | Comp                    | G          | V          | N          | P          | Comp            | G               | V               | N               | P               | Comp               | G                  | V                  | N                  | P                  | Comp        | G           | V           | N           | P           | G      | V      | N      | P      | %          | Piazzamento     |
| ----------------------- | ----------------------- | ----------------------- | ---------- | ---------- | ---------- | ---------- | --------------- | --------------- | --------------- | --------------- | --------------- | ------------------ | ------------------ | ------------------ | ------------------ | ------------------ | ----------- | ----------- | ----------- | ----------- | ----------- | ------ | ------ | ------ | ------ | ---------- | --------------- |
| 2014-2015               | Siviglia Atlético       | SDB                     | 38         | 10         | 14         | 14         | -               | -               | -               | -               | -               | -                  | -                  | -                  | -                  | -                  | -           | -           | -           | -           | -           | 38     | 10     | 14     | 14     | 26,32      | 14º             |
| 2015-2016               | Siviglia Atlético       | SDB                     | 38+6       | 17+3       | 17+2       | 4+1        | -               | -               | -               | -               | -               | -                  | -                  | -                  | -                  | -                  | -           | -           | -           | -           | -           | 44     | 20     | 19     | 5      | 45,45      | 3º              |
| 2016-2017               | Siviglia Atlético       | SD                      | 42         | 13         | 14         | 15         | -               | -               | -               | -               | -               | -                  | -                  | -                  | -                  | -                  | -           | -           | -           | -           | -           | 42     | 13     | 14     | 15     | 30,95      | 13º             |
| Totale Sevilla Atlético | Totale Sevilla Atlético | Totale Sevilla Atlético | 118+6      | 40+3       | 45+2       | 33+1       |                 | -               | -               | -               | -               |                    | -                  | -                  | -                  | -                  |             | -           | -           | -           | -           | 124    | 43     | 47     | 34     | 34,68      |                 |
| 2017-2018               | Osasuna                 | SD                      | 42         | 16         | 16         | 10         | CR              | 2               | 1               | 0               | 1               | -                  | -                  | -                  | -                  | -                  | -           | -           | -           | -           | -           | 44     | 17     | 16     | 11     | 38,64      | 8º              |
| 2018-2019               | Granada                 | SD                      | 42         | 22         | 13         | 7          | CR              | 1               | 0               | 0               | 1               | -                  | -                  | -                  | -                  | -                  | -           | -           | -           | -           | -           | 43     | 22     | 13     | 8      | 51,16      | 2º              |
| 2019-2020               | Granada                 | PD                      | 38         | 16         | 8          | 14         | CR              | 7               | 6               | 0               | 1               | -                  | -                  | -                  | -                  | -                  | -           | -           | -           | -           | -           | 45     | 22     | 8      | 15     | 48,89      | 7°              |
| 2020-2021               | Granada                 | PD                      | 38         | 13         | 7          | 18         | CR              | 5               | 4               | 0               | 1               | UEL                | 15                 | 8                  | 2                  | 5                  | -           | -           | -           | -           | -           | 58     | 25     | 9      | 24     | 43,10      | 9°              |
| Totale Granada          | Totale Granada          | Totale Granada          | 118        | 51         | 28         | 39         |                 | 13              | 10              | 0               | 3               |                    | 15                 | 8                  | 2                  | 5                  |             | -           | -           | -           | -           | 146    | 69     | 30     | 47     | 47,26      |                 |
| 2022-apr. 2023          | Espanyol                | PD                      | 27         | 6          | 9          | 12         | CR              | 4               | 3               | 0               | 1               | -                  | -                  | -                  | -                  | -                  | -           | -           | -           | -           | -           | 31     | 9      | 9      | 12     | 29,03      | Eson.           |
| lug.-dic. 2023          | Olympiacos              | SLE                     | 12         | 9          | 1          | 2          | KE              | 0               | 0               | 0               | 0               | UEL                | 9                  | 4                  | 2                  | 3                  | -           | -           | -           | -           | -           | 21     | 13     | 3      | 5      | 61,90      | Eson.           |
| ott. 2024-2025          | Las Palmas              | PD                      | -          | -          | -          | -          | CR              | -               | -               | -               | -               | -                  | -                  | -                  | -                  | -                  | -           | -           | -           | -           | -           | 0      | 0      | 0      | 0      | —          | Sub., in carica |
| Totale carriera         | Totale carriera         | Totale carriera         | 323        | 125        | 101        | 97         |                 | 19              | 14              | 0               | 5               |                    | 24                 | 12                 | 4                  | 8                  |             | -           | -           | -           | -           | 366    | 151    | 105    | 110    | 41,26      |                 |